# Ehretia setosa
Ehretia setosa là loài thực vật có hoa trong họ Ehretiaceae. Loài này được Roxb. mô tả khoa học đầu tiên năm 1824.